# قائمة كنائس بطريركية أنطاكية للروم الأرثوذكس في أمريكا الشمالية
تنقسم أبرشية أمريكا الشمالية الأنطاكية الأرثوذكسية إلى ثماني أبرشيات إقليمية. تضم هذه الأبرشيات 283 كنيسة.

## أبرشية نيويورك وواشنطن العاصمة
رئيس هذه الأبرشية هو المطران يوسف. يوجد في الأبرشية 14 كنيسة في 6 ولايات (جزء من نيويورك ونيوجيرسي وجزء من ولاية بنسلفانيا وكونيتيكت ومقاطعة كولومبيا وجزء من ولاية ماريلاند).
قائمة الكنائس في أبرشية نيويورك وواشنطن العاصمة

### نيويورك
- كاتدرائية القديس نيكولاس في بروكلين
- كنيسة القديس اغناطيوس فلوريدا
- كنيسة القديس يعقوب هايد بارك
- كنيسة القديس يوحنا المعمدان في ليفتاون
- كنيسة العذراء مريم يونكرز
- كنيسة القديسة مريم بروكلين

### نيو جيرسي
- كنيسة القديس أنتوني بيرجينفيلد
- كنيسة القديس جورج ليتل فولز
- كنيسة القديس ستيفن البروتومارتير جنوب بلينفيلد

### بنسلفانيا
- كنيسة القديس جورج الينتاون

### كونيتيكت
- كنيسة القديس نيكولاس بريدجبورت
- كنيسة القديس جورج دانبري

### مقاطعة كولومبيا
- كنيسة القديس جورج واشنطن

### ماريلاند
- كنيسة القديسين بطرس وبولس بوتوماك

## أبرشية لوس أنجلوس
رئيس هذه الأبرشية هو المطران يوسف. تضم الأبرشية 64 كنيسة في 8 ولايات وجزء من كندا (ألاسكا وأريزونا وكاليفورنيا وأيداهو ويوتا وواشنطن ونيفادا وأوريجون).
قائمة الكنائس في أبرشية لوس أنجلوس.

### ألاسكا
- كاتدرائية القديس جون، نهر النسر
- كنيسة جميع قديسي أمريكا، هوميروس
- كنيسة القديس هيرمان، واسيلا

### أريزونا
- كنيسة القديس اغناطيوس، ميسا
- كنيسة القديس جورج، فينيكس
- كنيسة القيامة المقدسة، توكسون
- كنيسة القديس باييسيوس، يوما

### كاليفورنيا
- كاتدرائية القديس نيكولاس، لوس أنجلوس
- كنيسة القديس جبرائيل انجلز كامب
- كنيسة مريم العذراء لإعطاء الحياة الربيع بيكرسفيلد
- كنيسة القديسين بطرس وبولس بن لوموند
- كنيسة القديس ستيفن تشيرش كامبل
- كنيسة القديس برنابا كوستا ميسا
- كنيسة القديس تيموثي فيرفيلد
- كنيسة القديس لوقا جاردن جروف
- كنيسة القديس مرقس ايرفين
- كنيسة القديس تيموثي لومبوك
- كنيسة المخلص الأرثوذكسية لوس ألتوس هيلز
- كنيسة القديس جيمس موديستو
- كنيسة القديسة مريم أنطاكية الأرثوذكسية موريتا
- كنيسة القديس يوحنا الإنجيلية أوريندا
- كنيسة الصليب المقدس بالمديل
- كنيسة القديس جيمس بلاسينتيا
- كنيسة القديس بطرس الرسول بومونا
- القديس أندرو تشيرش ريفرسايد
- كنيسة جميع القديسين رونيرت بارك
- كنيسة القديس أثناسيوس ساكرامنتو
- كنيسة القديس أنتوني سان دييغو
- كنيسة القديس جورج سان دييغو
- كنيسة القديس نيكولاس سان فرانسيسكو
- كنيسة القديس أثناسيوس سانت باربرا
- إرسالية القديس سمعان القديسة كلاريتا
- كنيسة القديس رافائيل في بروكلين سوسند بالم
- كنيسة القديس ماثيو تورانس
- كنيسة القديس جورج أبلاند
- كنيسة القديس مايكل فان نويس
- كنيسة مريم العذراء المقدسة دبليو ساكرامنتو
- كنيسة القديس ميخائيل ويتير

### ايداهو
- كنيسة النساء المقدسة، بونرز فيري
- كنيسة التجلي المقدس، ميريديان
- كنيسة القديس يوحنا المعمدان، بوست فولز
- كنيسة القديس اغناطيوس، توين فولز

### يوتا
- كنيسة القديس زينيا، بايسون
- كنيسة القديسين بطرس وبولس، مدينة سالت ليك
- كنيسة القديس جورج، سان جورج

### واشنطن
- كنيسة القديس أندرو أرلينغتون
- كنيسة القديس بولس برير
- كنيسة النبي إيليا ايلنسبرج
- كنيسة القديس إنوسنت إيفرسون
- كنيسة القديسين يواقيم وحنة جولداندال
- كنيسة القديس كاترين بولمان
- كنيسة الميلاد المقدس والدة الإله في سياتل
- كنيسة القديس توماس سنوهوميش

- كنيسة القديس نيكولاس سبوكان

- كنيسة المسيح المخلص وادي سبوكان
- كنيسة ثلاثة رؤساء الكهنة المقدسة وناتشي
- كنيسة الصليب المقدس ياكيما

### نيفادا
- كاتدرائية القديس ميخائيل، لاس فيغاس

### أوريغون
- كنيسة القديس جورج، بورتلاند

### كندا
- كنيسة البشارة ألبرتا
- كنيسة القديس فيليب ألبرتا
- كنيسة المهد المقدس في كولومبيا البريطانية
- كنيسة القديس يوسف الدمشقي في كولومبيا البريطانية
- كنيسة القديس فنسنت ليرينز ساسكاتشوان

## أبرشية أوتاوا، شرق كندا، ومنطقة شمال نيويورك
رئيس هذه الأبرشية هو الأسقف ألكسندر. يوجد في الأبرشية 18 كنيسة في جزء من نيويورك وجزء من كندا.
قائمة الكنائس في أبرشية أوتاوا، وشرق كندا، وولاية نيويورك.

### نيويورك
- كنيسة القديس جورج ألباني
- كنيسة القديس ميخائيل جنيف
- كنيسة القديس جورج نيو هارتفورد
- شلالات نياجرا كنيسة القديس جورج
- كنيسة القديس جورج ساوث جلينز فولز
- كنيسة القديس الياس سيراكيوز

### كندا
- كاتدرائية القديس إلياس، أوتاوا، أونتاريو
- كنيسة القديس أنتوني هاليفاكس نوفا سكوشا
- كنيسة التجلي المقدس لندن أونتاريو
- كنيسة القديسة ماري ميسيسوجا أونتاريو
- كنيسة القديس جورج ريتشموند هيل أونتاريو
- كنيسة القديس إغناطيوس من أنطاكية والقديسة كاترين أونتاريو
- كنيسة المسيح المخلص واترلو أونتاريو
- كنيسة القديسين بطرس وبولس شارلوت تاون
- كنيسة القديس يوحنا المعمدان لافال كيبيك
- كنيسة القديس جورج مونتريال كيبيك
- كنيسة القديسة ماري مونتريال كيبيك
- كنيسة القديس نيكولاس مونتريال كيبيك

## أبرشية ميامي والجنوب الشرقي
رئيس هذه الأبرشية هو الأسقف نيكولاس. تضم الأبرشية 42 كنيسة في 9 ولايات (فلوريدا، ألاباما، أركنساس، جورجيا، لويزيانا، ميسيسيبي، نورث كارولينا، ساوث كارولينا، تينيسي).
قائمة الكنائس في أبرشية ميامي والجنوب الشرقي.

### فلوريدا
- كاتدرائية القديس جورج في كورل جابلز
- كنيسة القديس اغناطيوس الاأنطاكي بوكا راتون
- كنيسة القديس بطرس الرسول بونيتا سبرينغز
- كنيسة القديس فيليب ديفي
- كنيسة القديس أنداروس يوستيس
- كنيسة القديس جورج جاكسونفيل
- كنيسة القديس إلياس التشبي لاند أو ليكس
- كنيسة القديس أنطونيوس في ملبورن
- كنيسة سيدة ريجلا بميامي
- كنيسة القديس بولس في نابولي
- كنيسة القديس جورج أورلاندو
- كنيسة الصليب المقدس أورموند بيتش
- كنيسة القديس أندرو الرسول بينساكولا
- كنيسة القديس باسيل سيلفر سبرينغز
- كنيسة القديس نيكولاس سان بطرسبرغ
- كنيسة القديسة ماري ويست بالم بيتش

### ألاباما
- كنيسة القديس ميخائيل دوثان

### أركنساس
- كنيسة الثالوث المقدس ليتل روك
- كنيسة القديس نيكولاس سبرينجديل

### جورجيا
- كنيسة القديس إلياس أتلانتا
- كنيسة الظهور أتلانتا
- كنيسة القديس جيمس بوفورد
- كنيسة القديس ستيفن حيرام

### لويزيانا
- كنيسة رئيس الملائكة جبرائيل لافاييت
- كنيسة القديس باسيل ميتايري

### ميسيسيبي
- كنيسة القديس بطرس ماديسون
- كنيسة القديس بولس الأرثوذكسية توبيلو
- كنيسة القديس جورج فيكسبيرغ

### شمال كارولينا
- كنيسة المسيح الراعي الصالح كونكورد
- كنيسة القديسين بطرس وبولس بون
- كنيسة القديس رافائيل من بروكلين فوكواي فارينا
- كنيسة جميع القديسين رالي

### كارولينا الجنوبية
- كنيسة المسيح المخلص أندرسون
- كنيسة القديسة كاترين أيكن
- كنيسة القديس برنابا ليكسينغتون
- كنيسة القديس نيكولاس ميرتل بيتش

### تينيسي
- كنيسة القديس اغناطيوس فرانكلين
- كنيسة القديس بول جراند جنكشن
- كنيسة القديس نيكولاس جاكسون
- كنيسة القديس يوحنا ممفيس
- كنيسة القديسة إليزابيث مورفريسبورو
- كنيسة القديسة آنا كولومبيا

## أبرشية توليدو والغرب الأوسط
رئيس هذه الأبرشية هو المطران أنطونيوس. يوجد في الأبرشية 50 كنيسة في 9 ولايات وكنيسة واحدة في كندا (إلينوي وإنديانا وأيوا وكنتاكي وميتشيغان ومينيسوتا وميسوري وأوهايو وويسكونسن).
قائمة الكنائس في أبرشية توليدو والغرب الأوسط.

### إلينوي
- كنيسة القديس يوحنا الدمشقي كاربونديل
- كنيسة جميع القديسين في شيكاغو
- كنيسة القديس جورج شيشرون
- كنيسة القديسة ماري بالوس هايتس
- كنيسة القديس الياس بيوريا
- كنيسة القديس جورج سبرنج فالي
- كنيسة القديس نيكولاس أوربانا
- كنيسة التجلي المقدسة وارينفيل

### إنديانا
- كنيسة جميع القديسين بلومنجتون
- كنيسة القديس حنانيا إيفانسفيل
- كنيسة القديس جورج فيشر
- كنيسة القديس جورج تير هوت
- كنيسة القديس يوحنا الذهبي الفم فورت واين
- كنيسة القديسة مريم جاسان
- كنيسة القديسة مريم المصرية غرينوود

### ايوا
- كنيسة القديس جورج سيدار رابيدز
- كنيسة القديس نيكولاس العجائب دافنبورت
- كنيسة القديس رافائيل بروكلين أيوا سيتي

### كنتاكي
- كنيسة الرسل المقدسة البولينج جرين
- كنيسة القديس أندرو ليكسينغتون
- كنيسة القديس مايكل في لويزفيل

### ميشيغان
- كنيسة القديس ويليبرورد هولاند
- كنيسة القديسة ماري بيركلي
- كنيسة القديس جورج فلينت
- كنيسة الصليب المقدس جراند رابيدز
- كنيسة القديس جورج جراند رابيدز
- كنيسة القديس نيكولاس جراند رابيدز
- كنيسة القديسة ماري ايرن مونتن
- كنيسة القديس سيمون أيرونوود
- بازيليك القديسة ماري ليفونيا
- كنيسة القديس جورج تروي
- كنيسة القديس جيمس وليامستون

### مينيسوتا
- كنيسة القديس جورج ويست سان بول

### ميسوري
- كنيسة المسيح الراعي الصالح هيلزبورو
- كنيسة القديس يوحنا اللاهوتي جاكسون
- كنيسة جميع القديسين في أمريكا الشمالية، ماريلاند هايتس

### أوهايو
- كنيسة القديس لوقا الإنجيلي بينبريدج
- كنيسة القديس جورج كانتون
- كنيسة القديس جورج كليفلاند
- كنيسة القديس جيمس لوفلاند
- كنيسة القديس ماثيو إن رويالتون
- كنيسة القديس برنابا الرسول صنبري
- كنيسة القديس الياس سيلفانيا
- كاتدرائية القديس جورج طليطلة
- كنيسة القديس جورج أكرون
- كنيسة القديس مرقس يونجستاون

### ويسكونسن
- كنيسة القديس نيكولاس سيداربورغ
- كنيسة القديس اغناطيوس فيتشبرج
- كنيسة القديس الياس لا كروس

### كندا
- كنيسة القديس إغناطيوس الأنطاكي وندسور أونتاريو

## أبرشية ويتشيتا وأمريكا الوسطى
رئيس هذه الأبرشية هو المطران باسيل. يوجد في الأبرشية 52 كنيسة في 10 ولايات (كانساس، كولورادو، لويزيانا، نبراسكا، أوكلاهوما، تكساس، ساوث داكوتا، آيوا، نيو مكسيكو، وايومنغ).
قائمة الكنائس في أبرشية ويتشيتا وأمريكا الوسطى.

### كانساس
- كاتدرائية القديس جورج ويتشيتا
- كنيسة القديسة مريم ويتشيتا
- كنيسة الثلاثة رؤساء جاردن سيتي
- كنيسة التجلي المقدسة هيلسبورو
- كنيسة القديس باسيل الكبير كانساس سيتي
- كنيسة القديسة ماري المجدلية مانهاتن
- كنيسة القديس ميخائيل بارك سيتي
- كنيسة جميع القديسين سالينا
- كنيسة القديسين بطرس وبولس توبيكا

### كولورادو
- كنيسة القديس الياس ارفادا
- كنيسة القديس أوغسطينوس هيبو دنفر
- كنيسة القديس مرقس دنفر
- كنيسة القديس لوقا إيري
- كنيسة القديس جيمس فورت كولينز
- كنيسة القديس كولومبا لافاييت
- كنيسة القديس يوحنا الذهبي الفم ليكوود

### لويزيانا
- كنيسة القديس يوحنا بحيرة تشارلز
- كنيسة القديس نيكولاس شريفبورت

### نبراسكا
- كنيسة القديس باسيل الكبير بسمارك
- كنيسة القديس جورج كيرني
- كنيسة القديسة مريم أوماها
- كنيسة القديس فنسنت ليرينز أوماها

### أوكلاهوما
- كنيسة الصعود المقدس نورمان
- كنيسة القديس إيليا أوكلاهوما سيتي
- كنيسة القديس جيمس ستيلووتر
- كنيسة القديس أنتوني تولسا

### تكساس
- كنيسة القديس إلياس - أوستن
- كنيسة القديس الياس - وسط مدينة أوستن
- كنيسة القديس مايكل بومونت
- كنيسة القديسين قسطنطين وهيلين كارولتون
- كنيسة القديس لوقا أبيلين
- كنيسة القديس يوحنا سيدار بارك
- كنيسة القديس سلوان كولج
- كنيسة القديسة صوفيا دربينج سبرنج
- كنيسة القديس جورج الباسو
- كنيسة القديس بطرس فورت وورث
- كنيسة القديس توماس فريدريكسبيرغ
- كنيسة القديس جورج هيوستن
- كنيسة القديس جوزيف هيوستن
- كنيسة المسيح المخلص جاكسونفيل
- كنيسة القديس بولس كاتي
- كنيسة سيدة والسينغام المسكيت
- كنيسة هولي كروس ميدلاند
- كنيسة القديس افرايم سان انطونيو
- كنيسة القديس أنطونيوس سبرنج
- كنيسة الأربعون شهيدًا من سبسطية شوجر لاند
- كنيسة القديس بنديكت ويتشيتا فولز
- كنيسة القديس أندرو وودواي

### جنوب داكوتا
- كنيسة القديس يوحنا اللاهوتي رابيد سيتي

### ايوا
- كنيسة القديس توماس الأرثوذكسية مدينة سيوكس

### المكسيك جديدة
- كنيسة الثالوث المقدس سان في

- كنيسة القيامة المقدسة جيليت

## أبرشية ووستر ونيو إنجلاند
رئيس هذه الأبرشية هو المطران يوحنا. يوجد في الأبرشية 11 كنيسة في ولايتين (ماساتشوستس ورود آيلاند).
قائمة الكنائس في أبرشية ووستر ونيو إنجلاند.

### ماساتشوستس
- كاتدرائية القديس جورج ورسستر
- كنيسة القديسة ماري كامبريدج
- كنيسة القديس مايكل كوتيت
- كنيسة مار يوحنا الدمشقي ديدهام
- كنيسة القديس جورج لورانس
- كنيسة القديس جورج لويل
- كنيسة القديس جورج نوروود
- كنيسة القديس جورج ويست روكسبري
- القديس ستيفن تشيرش سبرينغفيلد
- كنيسة إيمانويل وارن

### رود ايلند
- كنيسة القديسة ماري باوتوكيت

## أبرشية أوكلاند وتشارلستون
رئيس هذه الأبرشية هو المطران توماس. تضم الأبرشية 32 كنيسة في 5 ولايات (جزء من ولاية بنسلفانيا وديلاوير وجزء من ولاية ماريلاند وفرجينيا ووست فرجينيا).
قائمة الكنائس في أبرشية أوكلاند وتشارلستون.

### بنسلفانيا
- كاتدرائية سانت جورج بيتسبرغ
- كنيسة القديس موسى الأسود بيتسبرغ
- كنيسة القديس يوحنا الإنجيلي بيفر فولس
- كنيسة مار جرجس التونا
- كنيسة القديس جورج بريدجفيل
- كنيسة القديس إليان براونزفيل
- كنيسة القديس أنتوني بتلر
- كنيسة القديسة ماري تشامبرسبيرج
- كنيسة القديس بولس عمواس
- كنيسة القديس مايكل جرينسبيرج
- كنيسة القديسة ماري جونستاون
- كنيسة القديس الياس نيو كاسل
- كنيسة القديس جورج كنسينغتون الجديدة
- كنيسة القديس فيليب سودرتون
- كنيسة القديس جورج أبر داربي
- كنيسة الصعود المقدس غرب تشيستر
- كنيسة القديسة ماري ويلكس بار
- كنيسة القديس يوحنا الذهبي الفم يورك

### ديلاوير
- كنيسة القديس أندرو الرسول لويس

### ماريلاند
- كنيسة القديسة ماري هانت فالي
- كنيسة القديس يوحنا المعمدان لويستاون
- كنيسة الصليب المقدس لنثيكم
- كنيسة القديس غريغوريوس سيلفر سبرنج
- كنيسة القديس جيمس تانيتاون
- كنيسة القديس تقلا ترابي

### فرجينيا
- كنيسة القديس باتريك الأرثوذكسية بالوتن
- كنيسة القديس رافائيل سنترفيل
- كنيسة القديس باسيل الكبير هامبتون
- كنيسة الثالوث المقدس لينشبورغ

### فرجينيا الغربية
- كنيسة القديس نيكولاس بيكلي
- كاتدرائية القديس جورج تشارلستون
- كنيسة الروح القدس هنتنغتون

## صور

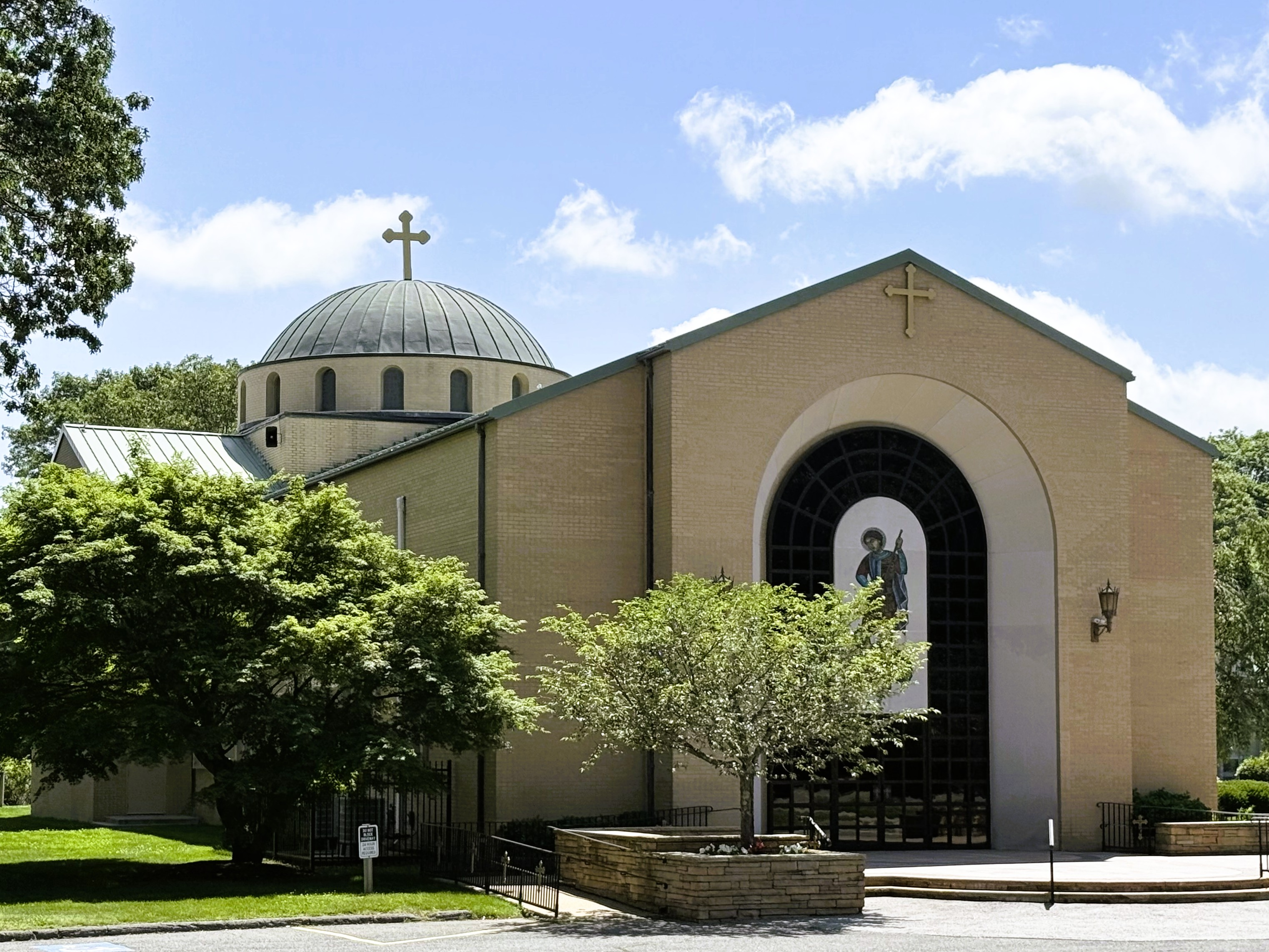
كاتدرائية سانت جورج، ووستر - ماساتشوستس
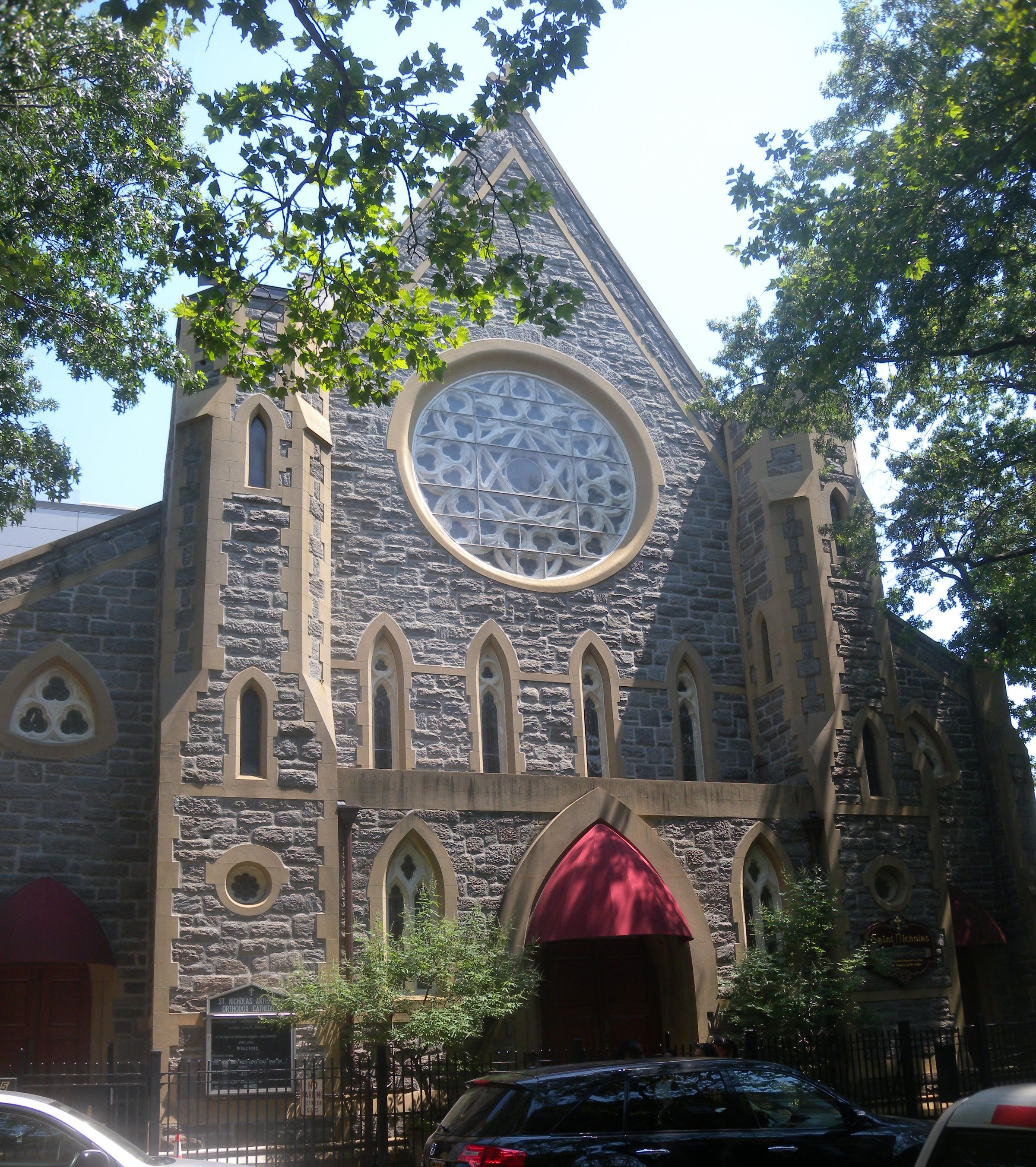
كاتدرائية القديس نيكولاس أنطاكية الأرثوذكسية، نيويورك
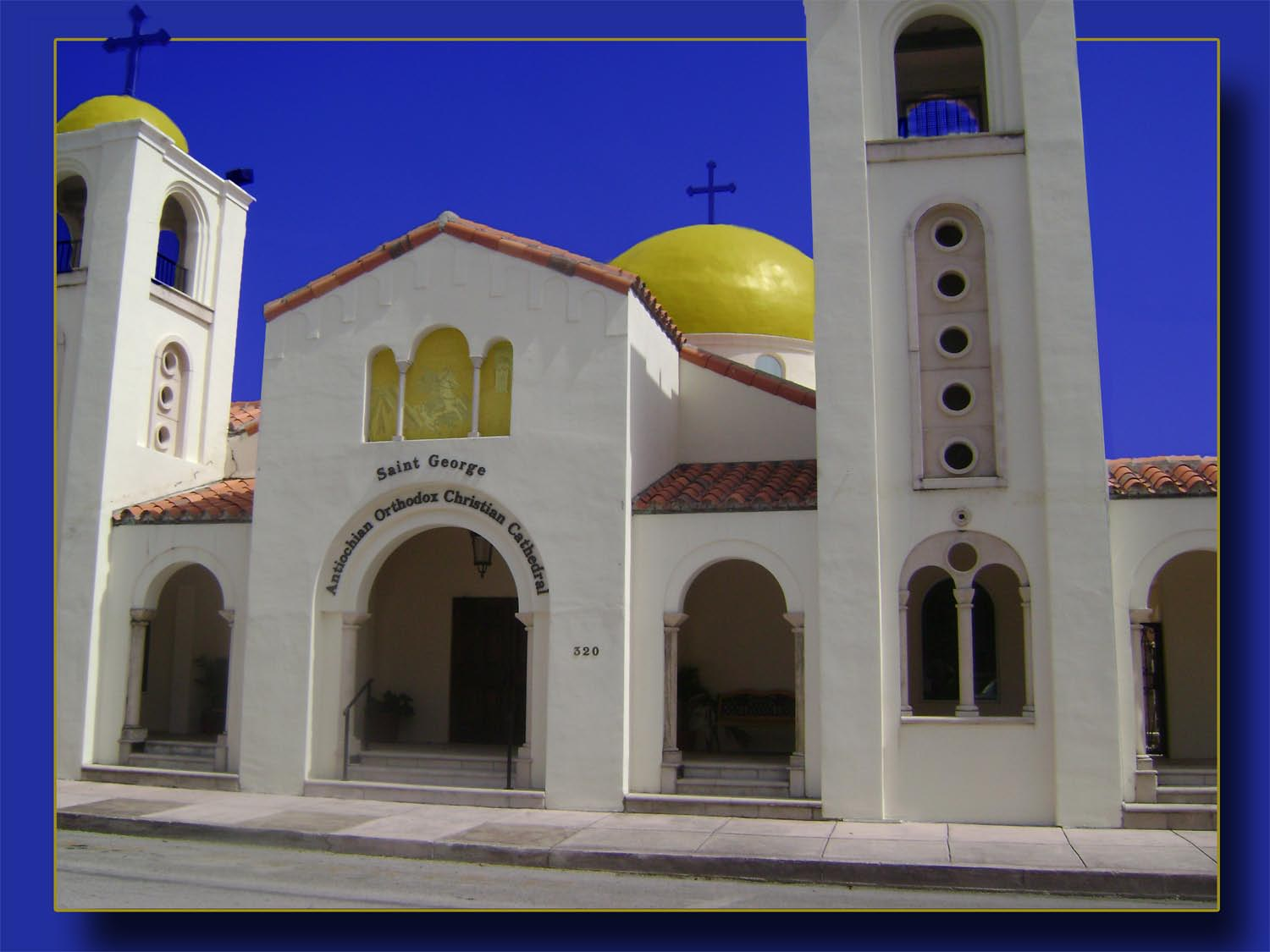
كاتدرائية القديس جورج، كورال جابلز - فلوريدا
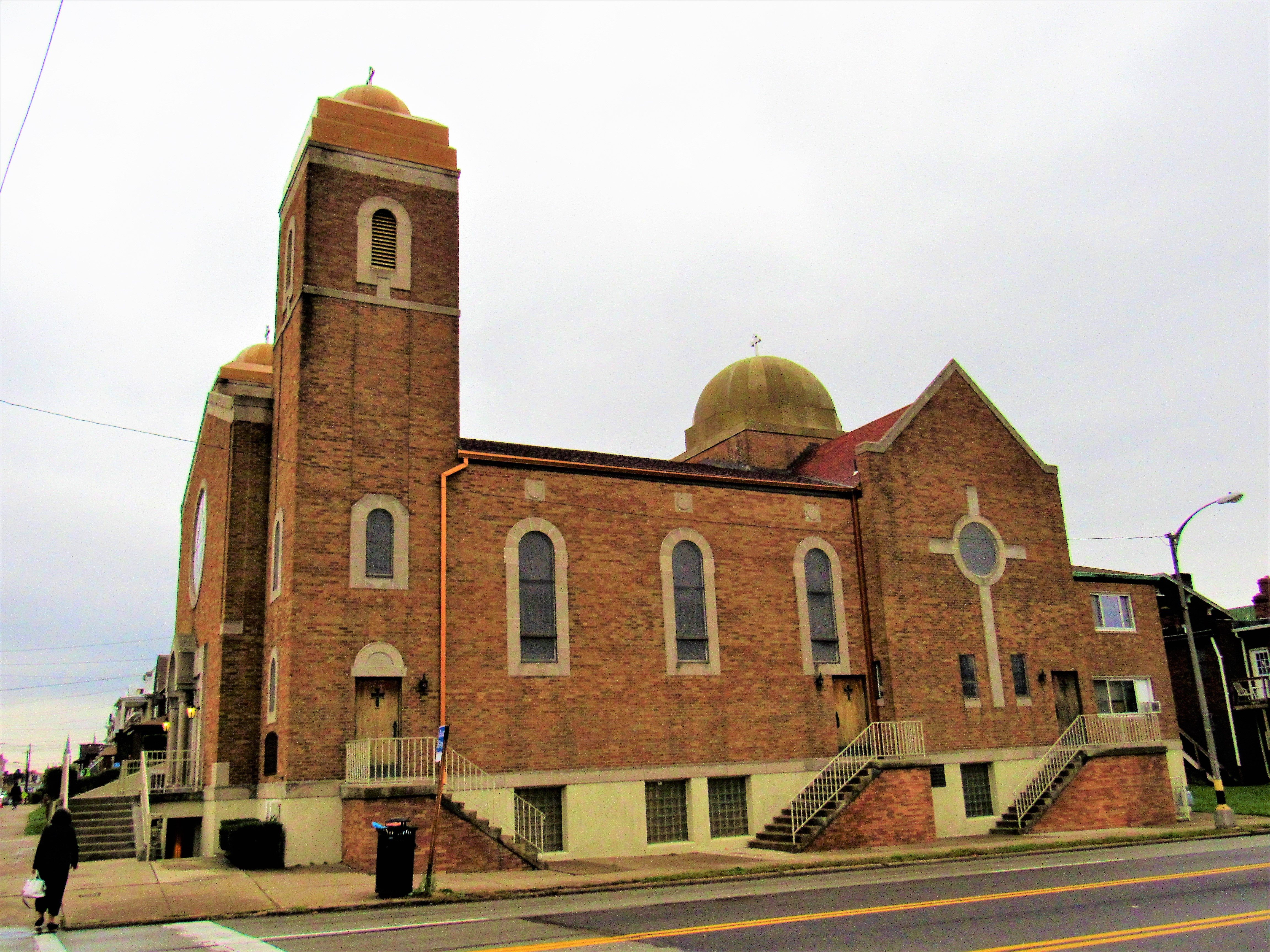
كاتدرائية القديس جورج، بيتسبرغ - بنسلفانيا